# Bachokirien
Bachokirien je mladopaleolitická kultura, která patří do aurigňaského komplexu. Definováno podle jeskyně Bacho Kiro v Bulharsku. 